# Capistrano
Capistrano é um município brasileiro localizado no Maciço de Baturité no estado do Ceará. Cidade que leva o nome de um importante historiador Cearense, Capistrano de Abreu. Cresceu a partir da estrada de Ferro, prosperou na Agricultura e se fortaleceu na religiosidade do povo. É Motivo de inspiração, pois possui desde os últimos 12 anos um grande desenvolvimento. Sua população estimada em 2012 era de 16.301 habitantes.

## Etimologia
O topônimo Capistrano é uma alusão ao historiador João Capistrano Honório de Abreu. Sua denominação original era Ribeira do Riachão, em 1933 Capistrano de Abreu' e, desde 1938, Capistrano.

## História
As terras entre o Maciço de Baturité e as margens do rio Choró eram habitadas pelos índios jenipapo, kanyndé, Choró e Quesito. Com a catequização realizada pelos jesuítas, junto aos índios que habitavam a região, e a introdução da pecuária na época da carne seca e charque, a criação da Vila de Monte-Mor-o-Novo da América, surge primeiro o aldeamento Riachão que é o início do núcleo urbano às margens da Ribeira do Riachão.
Com a extensão da Estrada de Ferro de Baturité para o Crato, o Riachão recebe em 1890 uma estação de ferroviária, o que impulsionou a economia de Capistrano.
O povoamento da região de Capistrano remonta à época colonial quando a capitão Temóteo Ferreira Lima adquiriu uma sesmaria da coroa portuguesa. Seu filho Daniel Ferreira Lima (tio de Dona Mimosa Lima, irmã do major Couto Pereira que foi presidente do Coritiba Foot Ball Club e avó do historiador Gustavo Braga) proprietário de terras no lugar chamado de Ribeira do Riachão, construiu uma casa grande e algumas casas para moradores, em torno das quais, posteriormente, foi instalada a estação ferroviária.
Foi elevado à categoria de município com a denominação de Capistrano pela lei estadual nº 1153, de 22 de novembro de 1951, desmembrado de Baturité. Sua instalação deu-se em 25 de março de 1955.
No ano de 1905 nasceu Odette Pereira Correia, filha do latifundiário Manoel de Castro Correia com a sra. Davina Pereira Lima. Estes habitavam a fazenda denominada "Mancoré", do distrito de Riachão. Posteriormente, Odette Pereira casou-se com o seu primo legítimo, o major Antônio Couto Pereira, que foi um dos maiores presidentes do Coritiba Foot Ball Club no Paraná. O major Couto Pereira é tio-avô do professor e historiador Gustavo Braga.

## Geografia

### Subdivisão
O município é dividido em 63 Comunidades: Capistrano (sede), Carqueja dos Alves, Carqueja Guilherme, Carqueja Diocese, Carqueja São Mateus, Carqueja de baixo, Carqueja Sabino, Carqueja dos Fernandes, Pesqueiro, Mazagão 1, Mazagão 2, Mazagão 3, Vila do Cursino, Serra do Vicente, Iú, Manga (Manga açudinho faz parte de Baturité), Boqueirão 1, Boqueirão 2, Lagoinha, Serra das Bananeiras, Marmoré e Riacho do Padre 1 e 2, Cajazeiras, Catolé, Ipús, Agrovila, Camará, Cajuás de Cima e Chapada dos Cajuás (Serra dos Cajuás), Serrinha de Baixo, Serrinha de Cima, Mocó, Belo Monte, Brejo, Várzea das Palmeiras, Putiú de Cima, Putiú dos Doroteus, Putiú dos Marcelinos, Vila Fernandes, Vila Osório, Conjunto Boa Esperança (Japão), Bom Jardim das Palmeiras, Buenos Aires, Curimatã, Manos Copos, Pasmado, São Bento, Juamirim, Massapê, Tenente, Novas Passagens, Cabeça da Onça, Jenipapeiro, Conjunto Planalto (1,2 e 3), Sans Soucy, Lagoa Nova e Mangueral. Possui também um aglomerado habitacional na sede da cidade, onde se encontra quase a maior parte de habitantes de Capistrano e Também o maior eleitorado de toda a cidade;  Mais de 40% IBGE 2010 dos habitantes de Capistrano e mais de 40% do eleitorado municipal que são as 3 Ruas: Rua Dona Videlina - A Maior de Capistrano, Rua Francisco Newton Cavalcante (Rua do Meio) e Rua José Evaristo de Freitas (Rua do Trilho)

### Clima
Tropical quente semiárido na parte central, leste e sul do território, na porção noroeste, mais próximo à serra de Baturité, o clima é tropical quente semiárido brando e tropical quente subúmido com pluviometria média na sede municipal de 1088 mm com chuvas concentradas de janeiro a maio.

### Hidrografia e recursos hídricos
As principais fontes de água são os rios Putiú e Pesqueiro (afluentes do rio Choró); riachos da Lagoa Nova, Furna da Onça, Oiticica, do Tronco, da Abelha e Curimatã.

### Relevo e solos
Localizado no sopé do Maciço de Baturité. As principais elevações são a serra do Vicente, serra dos Cajuais e o serrote da Ponta Grossa.

### Vegetação
Caatinga arbustiva densa, floresta subcaducifólia tropical, floresta úmida semiperenofólia, floresta úmida semicaducifólia, floresta caducifólia e Mata Ciliar.

## Economia
A economia de Capistrano está baseada no Comércio e agricultura: algodão, cana-de-açúcar, arroz, milho e feijão; pecuária: bovinos, suínos e avícola.Existem 5 indústrias: 4 de produtos alimentares, uma de vestuário, calçados e artigos de couro e peles. As culturas de produção de algodão, arroz e cana-de-açúcar estão em hiato a cerca de 30 anos

## Cultura
A festa da Padroeira Nossa Senhora de Nazaré é a principal festa religiosa da cidade e uma das maiores da região. Acontece todos os anos de 29 de agosto a 8 de setembro. O encerramento da festa acontece juntamente com a procissão do Círio de Nazaré. Atualmente um dos grandes patrimônios da cultura capistranense é a Banda de Música Nossa Senhora de Nazaré, criada em 3 de maio de 1987 pelo ex Prefeito Renan Cavalcante, o seu primeiro Maestro foi José Ferreira Barros ,mais conhecido como "Maestro Zé Pretinho" ( in memórian).

## Futebol
Em 1990 a Seleção Capistranense foi campeã invicta do Campeonato Intermunicipal organizado pela Associação Profissional dos Cronistas Desportivos do Estado do Ceará - APECDEC, vencendo a seleção de Cedro por 1x0 além disso, uma equipe trouxe alegria a seus moradores durante vários anos o Maguari Esporte Clube inclusive disputando a Segunda Divisão em 1994 e ficando por pouco para subir para elite do estadual. Já o futebol amador é muito praticado no município com cerca de 30 equipes amadoras que disputam o Campeonato Capistranense de Futebol Amador com acesso e descenso nas duas divisões que existem.

## Política
A administração municipal localiza-se na sede: Capistrano. 
Em 2016, Capistrano obteve uma das eleições mais acirradas da sua História, entre o Candidato à Prefeito pelo Partido Progressista, apoiado pelo então ex-prefeito Cláudio Saraiva, o nomeado e consagrado Empresário da Cidade, Alessandro Queiroz e seu vice Emanuel dos Cajuás, contra a já atuante na política a Professora, já Vereadora 2 vezes e Vice-Prefeita pela chapa do ex-prefeito Claúdio Saraiva (2009/2012) participando ela, apenas do primeiro mandato: Inês Oliveira.
A eleição ocorreu no dia 2 de Outubro de 2016, votaram 13.467 pessoas, dando a vitória à Candidata da oposição Inês Nascimento de Oliveira (PSDB) com 7.038 (Sete mil e trinta e oito mil) votos válidos (55,15%), e a derrota ao Candidato apoiado pelo ex-prefeito Cláudio Saraiva, Alessandro Queiroz com 5.724 (Cinco mil, setecentos e sessenta e sete mil) votos válidos (44,85%).
Foram eleitos e eleitas, e reeleitos Vereadores do Município em 2016: Sra. Hidelgardia do Carlos Braga, Sra. Vandinha Souza, Sra. Aiana Oliveira, Sr. Thalys da Helena, Sr. Carlos André, Sr. Andrade Gonçalves, Sr. Raimundo Nonato, Sra. Antonilda Holanda, Sra. Aurilene Magalhães, Sr. Cristiano Maciel e o Sr. Claudinho do Beié.
No dia 8 de Junho de 2018, uma notícia repercutiu em todo Estado do Ceará e Nordeste Brasileiro.
Quatro vereadores de Capistrano foram presos acusados de fraudes, Coordenada pelo Ministério Público do Estado do Ceará (MPCE) que  cumpriu 12 mandados de busca e apreensão e seis mandados de prisão preventiva nas cidades de Capistrano e Maracanaú. Os Vereadores de Capistrano, foram acusados de prática de crimes de peculato, falsidade ideológica e documental, com características de organização criminosa, na concessão de diárias a agentes políticos e servidores da Câmara Municipal de Capistrano. Indícios apontam que vereadores e servidores da Casa usavam procedimentos fraudados instruídos com documentos falsificados para receber diárias ilegais por viagens que, de acordo com os elementos apurados, nunca ocorreram.
Os vereadores que constam na lista de mandatos, São:
- O Presidente da Câmara Municipal da Cidade, Raimundo Nonato Alves Francelino, Namim.
- José Andrade Gonçalves, Vereador.
- Antonilda Ezaquiel de Holanda, Vereadora.
- Aiana Nascimento de Oliveira, Vereadora.
- Ambos foram perderam os mandatos de Vereadores e cumprem pena ante-julgamento.

2 Em Regime Fechado e 2 beneficiados por Prisão Domiciliar, graças a filhos menores de 8 anos.
No dia 15 de novembro de 2020, às 17:30 em Capistrano saia o resultados das Eleições 2020. Que ficou determinado que nenhum dos Vereadores atuais do quadriênio 2017/2020 fossem reeleitos. No poder executivo, o Atual Prefeito que assumiu após a Prefeita Inês abdicar do cargo em 2018, conseguiu se Reeleger com  6.274 Votos junto com Seu Vice Cláudio Bezerra Saraiva e juntos derrotaram o candidato da Oposição o Ex-Prefeito José Renato que obteve 6035 Votos. Diferença para ambos de 239 Votos o que equivale à 1.87% de diferença. Se tornando assim a Disputa mais acirrada da História de Capistrano.
Foram eleitos 11 novos Vereadores:
1° Delegado Joel Morais (679 Votos)
2° Pedro Miguel (566 Votos)
3°Félix Araújo (561 Votos)
4° Vinícius Saraiva (553 Votos)
5° Isaías Xavier (522 Votos)
6° Adriano Queiroz (501 Votos)
7° Manoel dos Cajuais (480 Votos)
8° Cleto Alves (476 Votos)
9° Preto do Paredão (408 Votos)
10° Junior da Rádio (390 Votos)
11° Nacelio do Marmoré (289 Votos).

Nas eleições de 2024, se enfrentaram no dia 06 de Outubro os ambos EX-Prefeitos Cláudio Bezerra Saraiva e José Renato Cavalcante, também concorreu o então Vereador Félix Araújo. Mais uma vez uma eleição acirrada aconteceu na cidade de Capistrano, resultando na vitória apertada entre Cláudio Saraiva e Zé Renato. Às 17:38hs da tarde de domingo, as urnas consagravam o seguinte resultado:
1º Cláudio Saraiva PSB-40 - (49,04%) 6.769 votos
2º Zé Renato PP-11 - (47,09%) 6.499 votos
3º Félix Araújo UB - 44 (3,87 %) 534 votos
Foi um marco na história do Município, uma vez que nunca um cidadão capistranense conseguiu se eleger por 3 vezes para o cargo de Prefeito, como aconteceu com o atual Prefeito Cláudio Saraiva, eleito em 2008, reeleito em 2012 e eleito novamente em 2024.

Na Câmara, Foram eleitos 11 Vereadores:
1° Cauã do Batata (758 Votos)
2° Marta Mendonça (570 Votos)
3° Marquinhos Enfermeiro (547 Votos)
4° Manoel Dos Cajuas (526 Votos)
5° Kekel Do Namim (514 Votos)
6° Theo Cell (483 Votos)
7° Leo Boiadeiro (435 Votos)
8° Warney Barros (422 Votos)
9° Carlene Araújo (409 Votos)
10° Lau (404 Votos)
11° Nacelio do Marmoré (296 Votos).

## Filhos ilustres
O município de Capistrano é referência regional quanto aos seus naturais. São inúmeros os capistranenses que se destacaram e vem se destacando atualmente. Entre os personagens passados, alguns nomes devem ser lembrados: Francisco Sales, fundador do município e primeiro prefeito; José Evaristo, o padeiro que virou prefeito; Coronel Francisco Nunes, um dos doadores das terras onde hoje é o Centro do município e Prefeito eleito que veio a falecer no dia da posse; Pe Bernardo Bourassa, que embora não seja natural de Capistrano, esteve à frente da paróquia por quase trinta anos e é lembrado pelo coração generoso e postura firme que adotou em sua passagem por nossas terras; Odete Campelo, uma das primeiras professoras da cidade; Antonete, a primeira mulher a chefiar o Poder Executivo municipal, dentre outras personalidades. O atual prefeito Cláudio Bezerra Saraiva o único na cidade reeleito por dois mandatos consecutivos.
Dentre os filhos ilustres da cidade destacam-se; Lilian Araújo, certamente uma das maiores  das ciências exatas que habita no município; os ex-prefeitos José Renato Cavalcante e Henrique Mota, irmão do ex governador cearense Gonzaga Mota; o dono do primeiro posto de combustível da cidade, senhor João Saraiva; Toinho da viola, o repentista; Dona Paula, certamente a pessoa que mais contribuiu para a erradicação da mortalidade infantil em nossa terra por meio da Pastoral da Criança.
Nas artes plásticas destaca-se o pintor Itamar Francelino, cujas pinturas inclusive já chegaram a ser adquiridas por diversos turistas europeus.
Na música, destaca-se os consagrados sanfoneiros Chico Justino, Clementino Moura, Otílio Moura, Neném Show proprietário do Forró chapéu de Couro e  e o cantor forrozeiro Gleydson Gavião e Romin Mata, ambos que inclusive alcançam sucesso nacional.
Na literatura de cordel, pode ser citado o saudoso Sebastiao Chicute, consagrado mestre da cultura popular e mantenedor por muitos anos da cultura do reizado em nossa terra.
Também se destacam como filhos ilustres os membros da Família Morais do Riacho do Padre, cujo patriarca Francisco Nascimento de Morais, conhecido por Chico Loiro, agricultor e servente de pedreiro, juntamente com sua mulher, dona Maria de Fátima da Silva Morais, agricultora e dona de casa, ambos apenas alfabetizados, conseguiram que os seus oito filhos se formassem, sendo quatro em Direito (três advogados e um delegado), uma em enfermagem, uma em administração e o mais novo em turismo. Dois filhos da família Morais são empresários radicados em Maracanaú-CE.